# Craniophora ligustri
Coronet (Craniophora ligustri) es una especie  de polilla de la familia Noctuidae. Es originaria del Paleártico: Europa y norte de Asia hasta Japón.

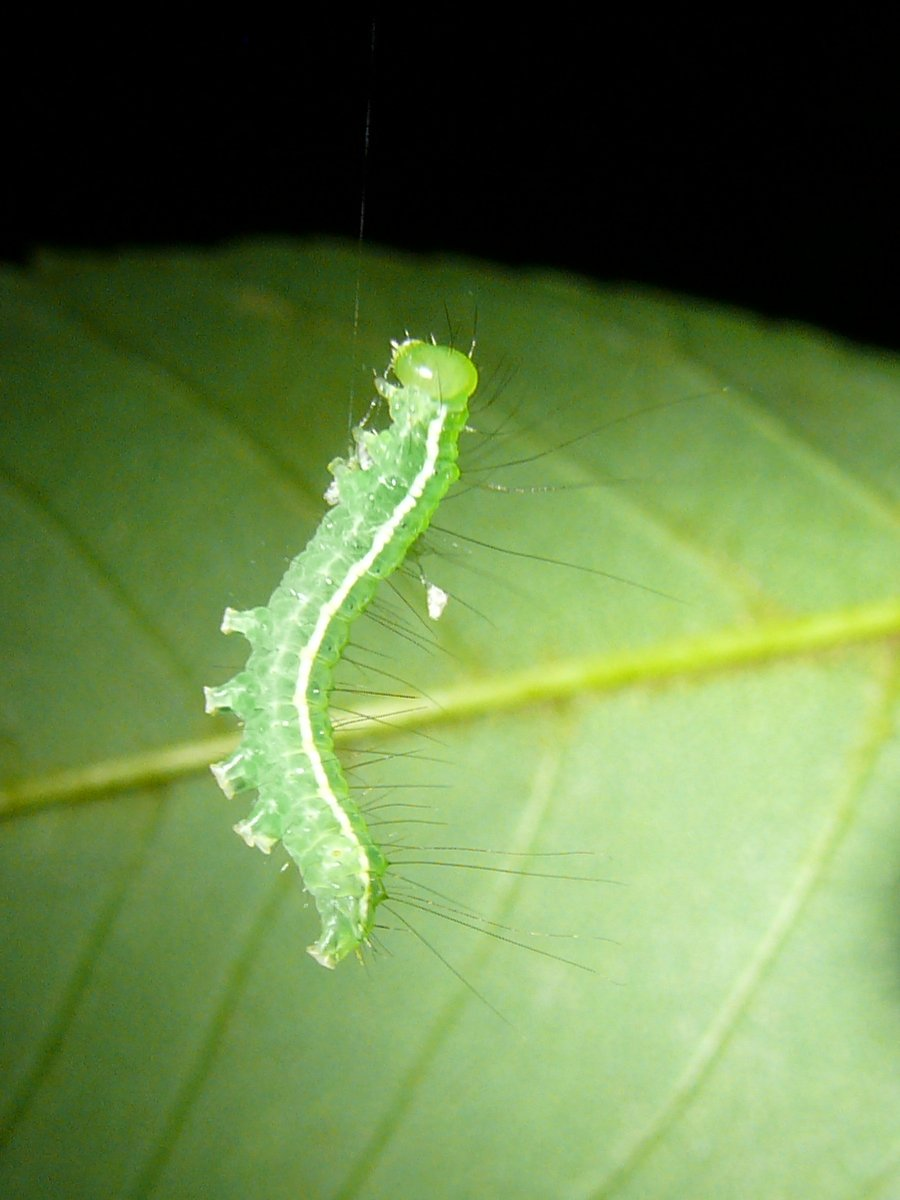
Oruga

Tiene una envergadura de 30–35 mm. La polilla vuela desde abril a septiembre dependiendo de su localización.
Las orugas se alimentan de Fraxinus excelsior, Syringa vulgaris y Ligustrum vulgare.

## Sinonimia
- Noctua ligustri Denis & Schiffermüller, 1775;
- Noctua litterata Panzer, 1804; Enum. Syst. Opera & Studio: 115, TL: Germany, Ratisbon
- Noctua coronula Haworth, 1809; Lepid. Britannica (2): 179, TL: England
- Craniophora ligustri var. effusior Dannehl, 1925; Ent. Z. 39: 6
- Craniophora ligustri ssp. gigantea Draudt, 1937; Ent. Rundschau, 54: 375, TL: N.Yunnan, Likiang
- Craniophora carbolucana Hartig, 1968[1]